# Cục Thú y (Việt Nam)
Cục Thú y (tiếng Anh: Department of Animal Health, viết tắt là DAH) là cơ quan trực thuộc Bộ Nông nghiệp và Phát triển nông thôn, thực hiện chức năng tham mưu, giúp Bộ trưởng quản lý nhà nước và tổ chức thực thi pháp luật đối với chuyên ngành thú y, an toàn thực phẩm động vật và sản phẩm động vật thuộc phạm vi quản lý nhà nước của Bộ theo phân cấp, ủy quyền của Bộ trưởng.
Chức năng, nhiệm vụ, quyền hạn, cơ cấu tổ chức của Cục Thú y được quy định tại Quyết định số 1399/QĐ-BNN-TCCB ngày 13 tháng 4 năm 2017 của Bộ trưởng Bộ Nông nghiệp và Phát triển nông thôn.

## Nhiệm vụ và quyền hạn
Theo Điều 2, Quyết định số 1399/QĐ-BNN-TCCB ngày 13 tháng 4 năm 2017 của Bộ trưởng Bộ Nông nghiệp và Phát triển nông thôn, Cục Thú y có các nhiệm vụ, quyền hạn trong các lĩnh vực chính:
- Phòng, chống dịch bệnh động vật trên cạn.
- Phòng, chống dịch bệnh động vật thủy sản.
- Kiểm dịch động vật (không bao gồm thực hiện kiểm dịch động vật thủy sản, sản phẩm động vật thủy sản xuất khẩu dùng làm thực phẩm).
- Kiểm soát giết mổ động vật, kiểm tra vệ sinh thú y.
- Quản lý thuốc thú y (không bao gồm chế phẩm sinh học xử lý cải tạo môi trường dùng trong chăn nuôi, nuôi trồng thủy sản).
- Đầu mối quản lý nhà nước về an toàn thực phẩm động vật, sản phẩm động vật trên cạn theo quy định pháp luật. Trực tiếp quản lý nhà nước về an toàn thực phẩm công đoạn giết mổ, bảo quản, vận chuyển, kinh doanh động vật, sản phẩm động vật trên cạn; kiểm tra an toàn thực phẩm, vệ sinh thú y, an toàn dịch bệnh đối với động vật, sản phẩm động vật trên cạn xuất khẩu, nhập khẩu và động vật, sản phẩm động vật thủy sản.
- Đàm phán và giải quyết những vấn đề liên quan đến rào cản kỹ thuật trong xuất khẩu, nhập khẩu động vật, sản phẩm động vật về vệ sinh thú y, an toàn dịch bệnh, an toàn thực phẩm và thuốc thú y thuộc phạm vi quản lý của Cục theo phân công của Bộ trưởng và quy định pháp luật.
- Cấp, cấp lại, gia hạn, thu hồi các loại giấy chứng nhận, xác nhận, chứng chỉ hành nghề, cấp phép về lĩnh vực thú y, an toàn thực phẩm thuộc phạm vi quản lý; hướng dẫn, kiểm tra việc thực hiện theo quy định của pháp luật.

## Lãnh đạo Cục
- Cục trưởng: Nguyễn Văn Long
- Phó Cục trưởng:

## Cơ cấu tổ chức
(Theo Khoản 2, 3, 4, Điều 4, Quyết định số 1399/QĐ-BNN-TCCB ngày 13 tháng 4 năm 2017 của Bộ trưởng Bộ Nông nghiệp và Phát triển nông thôn)

### Các phòng tham mưu[2]
- Văn phòng Cục
- Phòng Kế hoạch
- Phòng Tài chính
- Phòng Thanh tra, Pháp chế
- Phòng Dịch tễ thú y
- Phòng Thú y thủy sản
- Phòng Kiểm dịch động vật
- Phòng Quản lý thuốc thú y
- Phòng Thú y cộng đồng
- Phòng Hợp tác quốc tế và Truyền thông

### Các Chi cục trực thuộc[3]
- Chi cục Thú y vùng I, trụ sở đặt tại thành phố Hà Nội
- Chi cục Thú y vùng II, trụ sở đặt tại thành phố Hải Phòng
- Chi cục Thú y vùng III, trụ sở đặt tại tỉnh Nghệ An
- Chi cục Thú y vùng IV, trụ sở đặt tại thành phố Đà Nẵng
- Chi cục Thú y vùng V, trụ sở đặt tại tỉnh Đắk Lắk
- Chi cục Thú y vùng VI, trụ sở đặt tại Thành phố Hồ Chí Minh
- Chi cục Thú y vùng VII, trụ sở đặt tại thành phố Cần Thơ
- Chi cục Kiểm dịch động vật vùng Lạng Sơn, trụ sở đặt tại tỉnh Lạng Sơn
- Chi cục Kiểm dịch động vật vùng Lào Cai, trụ sở đặt tại tỉnh Lào Cai
- Chi cục Kiểm dịch động vật vùng Quảng Ninh, trụ sở đặt tại tỉnh Quảng Ninh

### Các đơn vị sự nghiệp công lập[3]
- Trung tâm Chẩn đoán thú y Trung ương, trụ sở đặt tại thành phố Hà Nội
- Trung tâm Kiểm nghiệm thuốc thú y Trung ương I, trụ sở đặt tại thành phố Hà Nội
- Trung tâm Kiểm nghiệm thuốc thú y Trung ương II, trụ sở đặt tại Thành phố Hồ Chí Minh
- Trung tâm Kiểm tra vệ sinh thú y Trung ương I, trụ sở đặt tại thành phố Hà Nội
- Trung tâm Kiểm tra vệ sinh thú y Trung ương II, trụ sở đặt tại Thành phố Hồ Chí Minh